# Incarville
Incarville es una localidad y comuna francesa situada en la región de Alta Normandía, departamento de Eure, en el distrito de Les Andelys y cantón de Louviers-Nord.

## Demografía
| 396 | 440 | 512 | 563 | 521 | 536 | 506 | 526 | 468 | 498 | 579 | 505 | 506 | 488 | 476 | 431 | 403 | 428 | 419 | 439 | 419 | 387 | 409 | 400 | 449 | 465 | 525 | 602 | 920 | 1125 | 1458 | 1379 |
| Para los censos de 1962 a 1999 la población legal corresponde a la población sin duplicidades (Fuente: INSEE [Consultar]) |     |     |     |     |     |     |     |     |     |     |     |     |     |     |     |     |     |     |     |     |     |     |     |     |     |     |     |     |      |      |      |

Gráfica de la evolución de la población de la comuna de 1794 a 1999
Hasta 1975, una parte de Val-de-Reuil a formaba parte de Incarville.